# Chelonoidis niger abingdonii
Chelonoidis niger abingdonii is een uitgestorven ondersoort van de galapagosreuzenschildpad (Chelonoidis niger). Als Chelonoidis abingdonii wordt de ondersoort ook wel als een aparte soort beschouwd.
Tot voor kort werd de nog slechts door één enkel exemplaar werd vertegenwoordigd: een mannetje dat op de Galapagoseilanden in het Spaans wel Solitario George en in het Engels Lonesome George ('Eenzame George') werd genoemd. Met het overlijden van George op 24 juni 2012, is de schildpad uitgestorven, maar in de internationale pers zijn er verschillende publicaties over het dier verschenen. Inmiddels wordt er door middel van het kruisen van verwante rassen geprobeerd om de ondersoort nieuw leven in te blazen.

## Naamgeving en taxonomie
Chelonoidis niger abingdonii heeft een ingewikkelde taxonomische geschiedenis. Oorspronkelijk werd de schildpad in 1877 door Albert Günther beschreven als soort onder de naam Testudo abingdonii. Later werd de soort respectievelijk beschouwd als ondersoort van de inmiddels niet langer erkende soort Testudo elephantopus en als ondersoort van Chelonoidis niger. Na de publicatie van Anders G.J. Rhodin et al. in 2010, wordt het taxon onder de wetenschappelijke naam Chelonoidis abingdonii door onder andere de IUCN als aparte soort beschouwd, maar in onder andere de Reptile Database is dit weer herzien. De wetenschappelijke (onder)soortnaam abingdonii komt in de literatuur ook wel foutief voor als abingdoni, met een enkele 'i'. Het dier is afkomstig van het eiland Pinta van de Galapagoseilanden. De vroegere Engelse naam was Abingdon Island, vernoemd naar de Earl of Abingdon, naar wie ook de schildpad vernoemd is.

## Uiterlijke kenmerken
Op de Galapagoseilanden zijn verschillende soorten reuzenschildpadden gevonden. De 'Pinta-schildpad', waarvan George een vertegenwoordiger was, was een van de kleinere soorten. Deze schildpad had een smal, zadelvormig rugschild. Het dier had een lange nek zodat het ook hogere vegetatie kon bereiken. De kop had geen puntige snuitpunt, de bovenlip droeg twee flauwe tand-achtige uitsteeksels. De kleur van de poten, nek en staart was grijs tot zwart. Het schild van de ondersoort kon een lengte tot 98 centimeter bereiken en was aan de voorzijde iets hoger. 
Het buikschild was zwart van kleur en was sterk ontwikkeld. De plastronformule is als volgt: abd > hum > fem > intergul >< an > pect.
Mannetjes zijn van vrouwtjes te onderscheiden doordat ze groter worden, verder hebben ze een langere en dikkere staart, een iets holler buikschild en een gele kleur aan de kaken en keel.

## Verspreiding en habitat
Chelonoidis niger abingdonii kwam alleen voor op het eiland Pinta, dat tot de Galapagoseilanden (Ecuador) behoort. De soort is aangetroffen van zeeniveau tot op een hoogte van ongeveer 650 meter boven zeeniveau. De habitat bestond uit de ruwe kliffen van de schralere delen van het eiland. Hier groeide voornamelijk struik-achtige planten en cactussen die tot het geslacht Opuntia behoren. 

## Historie
De ondersoort werd lange tijd als uitgestorven beschouwd, totdat op 1 december 1971 door de Amerikaanse malacoloog Joseph Vagvolgyi een exemplaar werd aangetroffen op het eiland Pinta, een van de Galapagoseilanden. Vagvolgyi vernoemde de schildpad waarschijnlijk naar de acteur George Gobel.
De populatie van Chelonoidis niger abingdonii nam waarschijnlijk af doordat er grote aantallen van werden opgegeten door de mens. De schildpadden zijn lang in leven te houden zonder ze van voedsel of water te voorzien en waren dus een ideale bron van voedsel op schepen die maandenlang onderweg waren zonder land aan te doen. Door de dieren te vangen en in het ruim te bergen was de bemanning steeds verzekerd van vers vlees. Naast George was er in 1906 nog een levend exemplaar gezien toen Amerikaanse wetenschappers het eiland bezochten. In 1959 werd op Pinta het Charles Darwin Research Station (CDRS) gevestigd dat onder meer het ecosysteem ter plekke tracht te herstellen.
George werd overgebracht naar het onderzoeksstation. Hij woog ongeveer 90 kilogram, en was één meter lang, gemeten over zijn rugschild. De leeftijd is niet precies bekend, maar men vermoedt dat hij toentertijd tussen de 60 en 90 jaar oud was.

## Uitsterven en poging tot herintroductie
Op 24 juni 2012 werd bekend dat 'eenzame George' in de ochtend van die dag gestorven was, volgens de Ecuadoraanse krant El Universo op een leeftijd van tussen de 100 en 120 jaar. Fausto Llerena, Georges verzorger in de afgelopen veertig jaar, vond het dier dood in zijn verblijf. Zijn dood werd, na een autopsie, toegeschreven aan natuurlijke oorzaken, waarschijnlijk veroorzaakt door zijn leeftijd. Met het overlijden van George was, naar men aannam, zijn soort volledig uitgestorven. Er was tientallen jaren geprobeerd om George te laten paren met een vrouwtje van een andere soort. Die pogingen waren mislukt, waarschijnlijk vanwege een gebrek aan verwantschap tussen de soorten. Tot januari 2011 had George gezelschap van twee vrouwtjes van de verwante ondersoort Chelonoidis niger becki. Op 21 juli 2008 werd gemeld dat George onverwacht met een van de vrouwtjes had gepaard. Er werden in totaal 13 intacte eieren gevonden, die in broedstoven werden geplaatst. In november was al duidelijk dat 80 procent van de eieren gewichtsverlies vertoonde, een teken dat ze onbevrucht waren. In december rapporteerde het Darwin Center dat ook de overgebleven eitjes niet waren uitgekomen en dat röntgenfoto's zichtbaar hadden gemaakt dat ook deze onbevrucht waren gebleven.
Op 21 november 2012 werd echter bekend dat onderzoek van de Amerikaanse universiteit Yale en het natuurpark van de Galapagoseilanden had uitgewezen dat er nog exemplaren van verwante soorten op het eiland Isabela leven. Het gaat om negen vrouwtjes, drie mannetjes en vijf jonge dieren. In de vrouwtjes zijn genetische sporen van de reuzenschildpad aangetroffen. De dieren worden nu in gevangenschap gehouden en geprobeerd wordt door de ondersoorten te kruisen de uitgestorven ondersoort te laten herleven. Dit kan honderd tot honderdvijftig jaar duren.

## Afbeeldingen

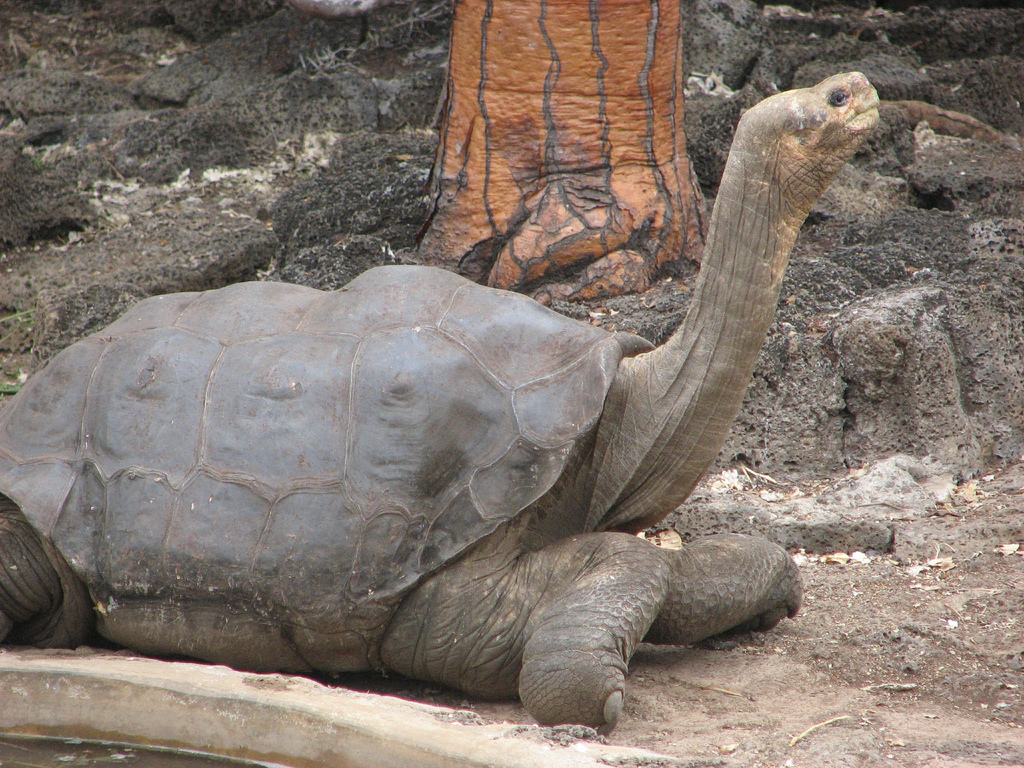
Eenzame George
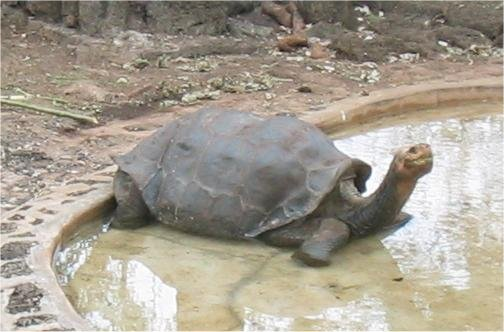
Eenzame George neemt een bad
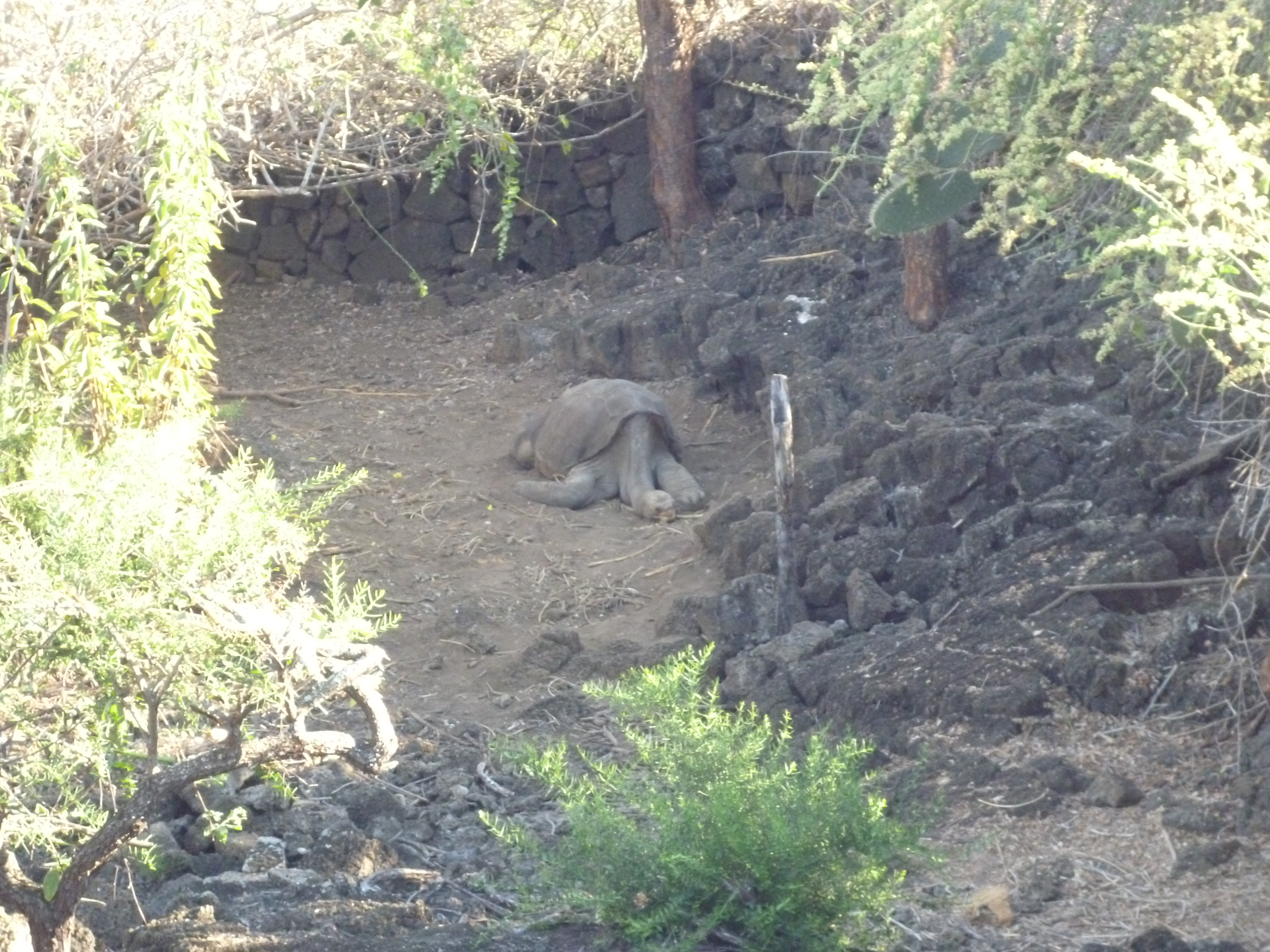
In het Charles Darwin Research Station
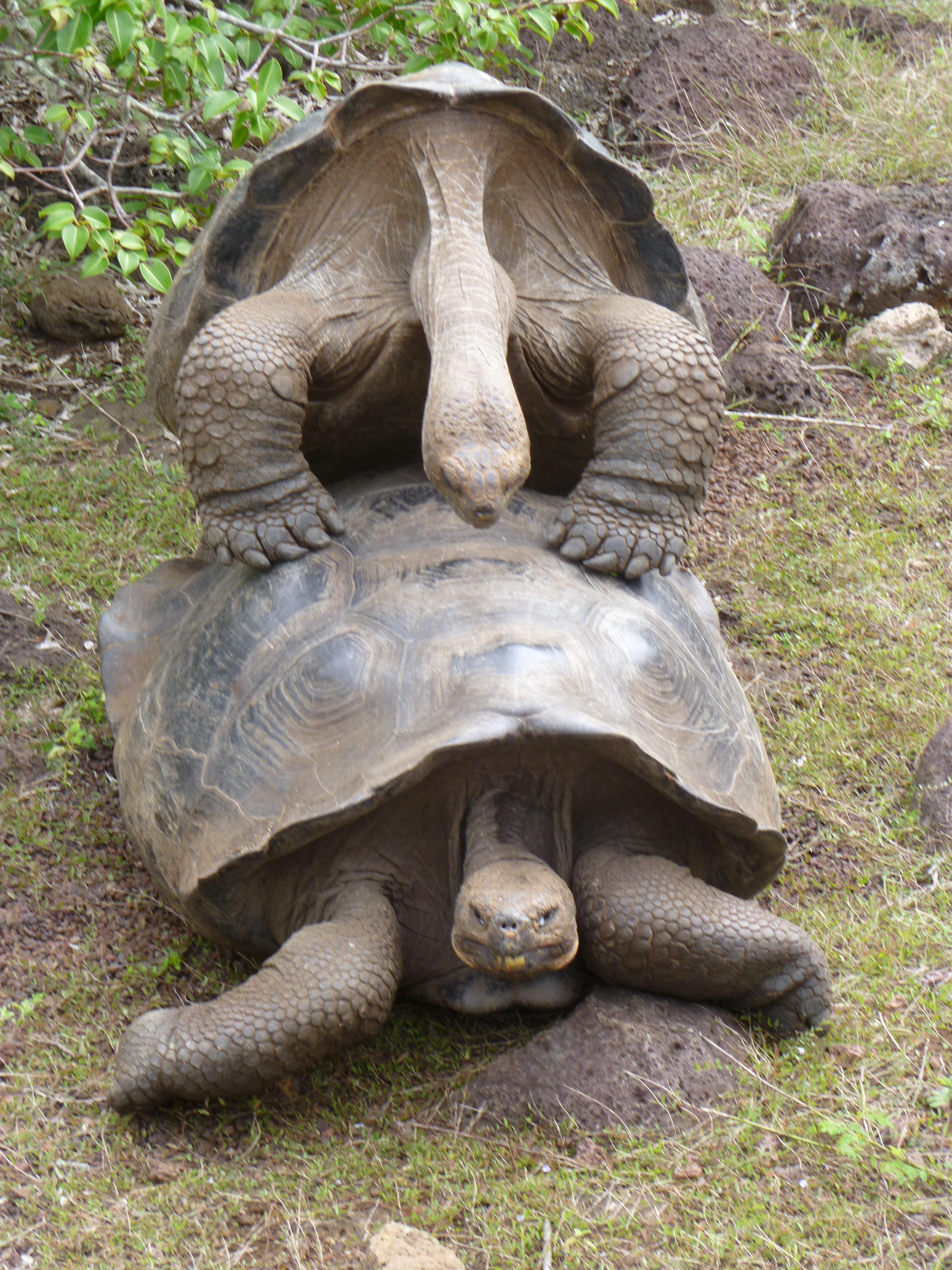
Paring met een vrouwtje van een andere ondersoort
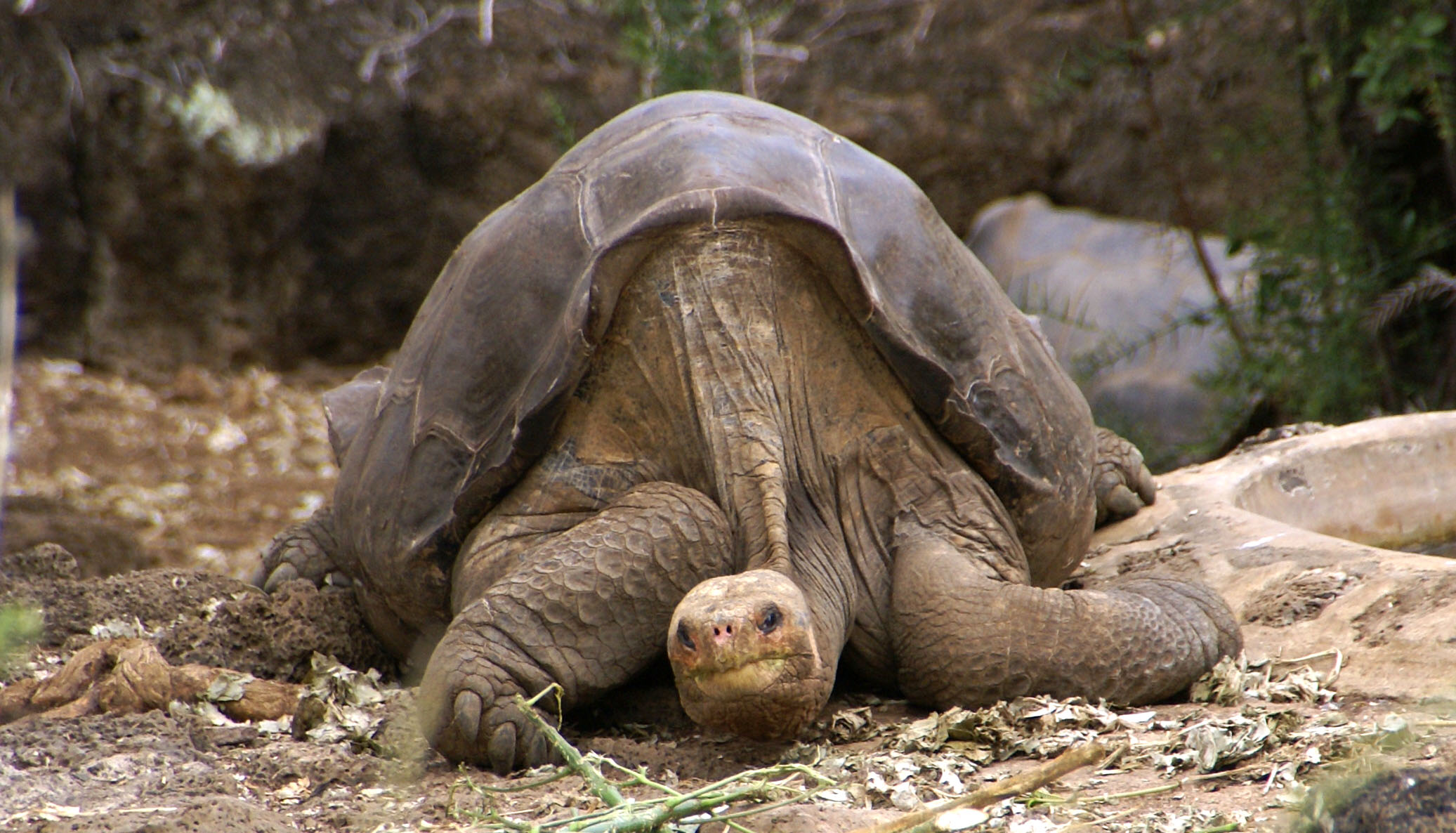
Eenzame George
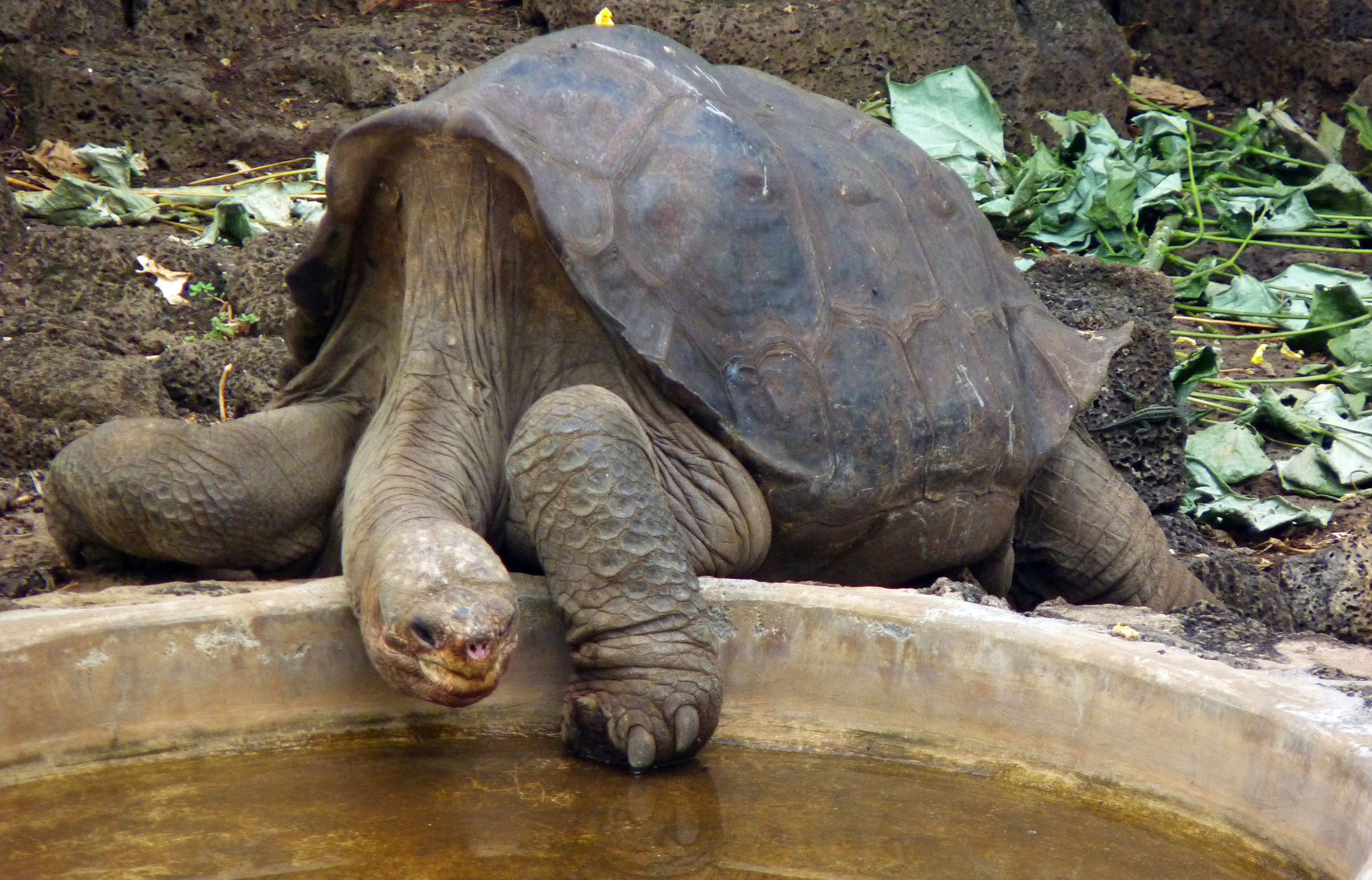
Eenzame George drinkt
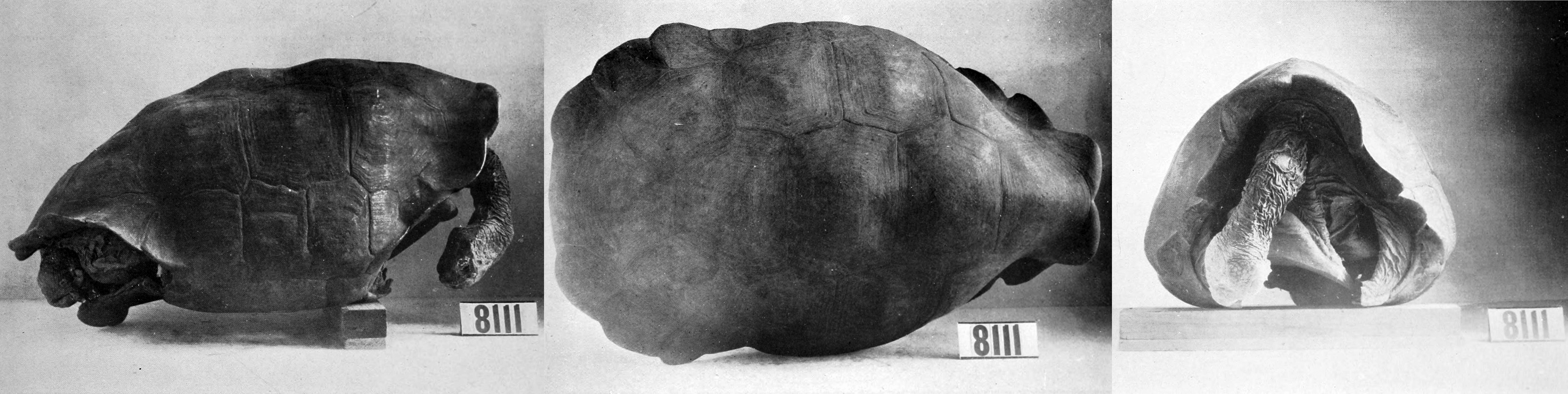
Dode Chelonoidis abingdonii, gefotografeerd in 1914